# Palesztin Nemzeti Felszabadítási Mozgalom
A Fatah, teljes nevén a Palesztin Nemzeti Felszabadítási Mozgalom egy palesztin szekuláris politikai párt, a Palesztinai Felszabadítási Szervezet (PFSZ) szabadságjogi szövetség legnagyobb frakciója.
A Fatah egyesek szerint korábban erőteljesen részt vett forradalmi harcokban és militáns szervezetként tartották számon. A Fatahot gyakran azonosítják az alapító Jasszer Arafat vezetésével, mely 2004-ben bekövetkezett haláláig tartott. Arafat halála óta az ideológiailag sokszínű mozgalomban a viszálykodás vált jellemzővé.
A 2006-os választásokon a párt elvesztette parlamenti többségét a Hamásszal szemben. Bár a Hamász győzelme konfliktushoz vezetett a két párttal szemben, mindketten fenntartják a jogot a Palesztin Nemzeti Hatóság ellenőrzésére.